# Christian Gray
Christian Thomas Gray (* 29. listopadu 1996) je novozélandský fotbalista, který hraje jako střední obránce za Auckland City.

## Klubová kariéra
Christian Gray je syn bývalého fotbalisty Rodgera Graye. Svou kariéru začal ve Waitakere United v roce 2016. Hrál také za Eastern Suburbs AFC a od roku 2022 hraje za Auckland City.
Hrál na Mistrovství světa ve fotbale klubů 2025, byla to jeho desátá účast na tomto turnaji. Dne 24. června vstřelil vyrovnávací gól proti Boca Juniors, stal se hráčem zápasu. Šlo o první zápas, který Auckland neprohrál od ročníku 2014. 

## Osobní život
Gray pracuje jako učitel tělesné výchovy.

## Úspěchy

### Klubové
Auckland City
- Liga mistrů OFC: 2022, 2023, 2024, 2025
- New Zealand National League: 2022, 2024

### Individuální
- Hráč zápasu proti Boca Juniors - Mistrovství světa ve fotbale klubů 2025